# Miklós Meszéna
Miklós Meszéna (n. 14 decembrie 1940, Budapesta, Regatul Ungariei – d. 29 iulie 1995, Budapesta, Ungaria) a fost un scrimer maghiar, medaliat olimpic. A participat la 2 ediții ale Jocurilor Olimpice (1964, 1968) în care a câștigat o medalie de bronz.